# Jean-Charles Danse-Renault
Jean-Charles Danse-Renault est un magistrat et homme politique français, né le 27 juillet 1761 à Beauvais et mort le 4 novembre 1831 également à Beauvais.

## Biographie
Jean-Charles Danse est le fils de Jean-Baptiste Charles Danse, négociant et valet de chambre du roi, et de Françoise Motte de Boiscamp, et le petit-fils du maire de Beauvais Jean-Charles Danse (1705-1781).
Conseiller du roi au bailliage de Beauvais sous l'ancien régime, puis président du tribunal civil de Beauvais sous la Restauration, il fut élu, le 9 mai 1822, député du 1er arrondissement de l'Oise contre Durand Borel de Brétizel, député sortant. Danse-Renault vota généralement avec les royalistes constitutionnels. Il échoua au renouvellement du 25 février 1824, avec 143 voix contre 281 accordées à Borel de Brétizel, élu.
Marié à Marie-Marguerite Renault, il est le père de Jean-Charles-Gabriel Danse et le beau-père du baron Stanislas Grandjean.

## Pour approfondir